# Terra Chã
Terra Chã é uma freguesia do município de Angra do Heroísmo, na Região Autónoma dos Açores,  com 10,48 km² de área e 2888 habitantes (censo de 2021). A sua densidade populacional é 275,6 hab./km².
Terra Chã situa-se a cerca de 5 km a noroeste do centro da cidade de Angra do Heroísmo, na parte sul da ilha Terceira, sendo uma das poucas freguesias açorianas consideradas interiores, isto é cujo território não confina com a costa da ilha.
Integrada na cintura suburbana de Angra do Heroísmo, foi curato da paróquia de São Pedro de Angra até ser elevada a freguesia por alvará do rei D. João VI, datado de 6 de Setembro de 1825, embora apenas tenha sido delimitada e instalados os seus órgãos autárquicos por alvará do Governo Civil de Angra de 26 de Novembro de 1835.
É o palco principal dos livros Arquipélago, A Vida no Campo e A Vida no Campo: Os Anos da Maturidade, de Joel Neto, autor também do hino oficial da freguesia.

## Geografia

### Território
A freguesia da Terra Chã ocupa um território aplanado, daí o topónimo, de forma irregular, sem limites naturais definidos, sito na base da encosta da Serra do Charcão, designação localmente dada à vertente sudoeste do maciço da Caldeira de Guilherme Moniz. Sem atingir a costa, é limitado a sul pelas freguesias de São Mateus da Calheta e de São Pedro de Angra; a oeste, noroeste e norte pela freguesia de São Bartolomeu dos Regatos; e a nordeste e leste pelas freguesias do Posto Santo e de Santa Luzia de Angra.
O território da freguesia desenvolve-se maioritariamente sobre escoadas basálticas recentes (<100 000 anos) provenientes de erupções fissurais ocorridas na região do Pico da Bagacina, as quais produziram lavas muito fluidas que escorreram para a costa sul da ilha. A acumulação das sucessivas escoadas, algumas localmente com algumas dezenas de metros de espessura, produziu uma paisagem aplanada, com a superfície recoberta de clínquer a que se juntou uma camada, em geral pouco espessa, de bagacinas e outros piroclastos provenientes das erupções que originaram os pequenos cones existentes na freguesia e nas imediações, nomeadamente os do Pico da Urze e da Boa Hora.
Em consequência desta génese, os solos existentes na freguesia são quase exclusivamente regossolos litólicos, com predominância de cascalheiras basálticas resultantes da degradação do clinker, enquadráveis na sua maioria no conceito de biscoitos.
A exceção ocorre nas encostas do Charcão e na zona alta em torno das Veredas e Matela, território muito mais antigo (> 3 Ma), constituído por traquibasaltos e traquitos pertencentes à formação da Caldeira Guilherme Moniz/Cinco Picos. Essa zona, ao longo de uma linha cujo contorno é ainda visível na transição para a zona aplanada da freguesia, correspondeu por largo tempo à costa da proto-ilha Terceira e está muito marcada pela meteorização, apresentando algumas formações de calhaus aborregados típicas da evolução das paisagens traquibasálticas. O recobrimento é dominado por piroclastos traquíticos, provenientes das grandes erupções pós-caldeira da Serra de Santa Bárbara e de uma fonte local, em torno da Matela, onde a espessa camada de materiais pomíticos apresenta forte alteração hidrotermal. Os solos resultantes são mais evoluídos, localmente profundos, em parte enquadráveis na categoria dos andossolos.
A génese e geomorfologia do território da Terra Chã leva assim ao aparecimento de dois tipos de paisagem:
- Uma região aplainada, a terra-chã, onde está implantado o povoado, subindo com declive suave (< 3%) em direção a nor-noroeste entre o extremo sul da Canada de Belém e a região do Pico da Bagacina, de solo pobre, essencialmente de biscoito, muito poroso e por isso desprovido de quaisquer linhas de água funcionais, com valia agronómica baixa, ocupado na sua parte mais baixa por pomares e matas (com predominância desde meados do século XX para matas mistas de Eucalyptus globulus e Pittosporum undulatum) e na parte mais alta por pastagens pobres, semi-naturais, tradicionalmente utilizadas para a criação de gado bravo para toiros de lide;
- Uma região bem menor, sita no nordeste da freguesia, correspondente à encosta oeste do maciço de Guilherme Moniz (o Charcão) e à zona planáltica em torno das Veredas/Matela, com relevo acentuado, solos de origem pomítica facilmente mobilizáveis e de relativa valia agronómica. A região, pela sua inclinação e altitude, não é propícia à habitação, mas os seus solos são aráveis, ocupados hoje na sua maioria por pastagens melhoradas, embora nas zonas de maior declive ou de maior alteração hidrotermal (em torno da Matela) existam manchas florestais dominadas por Cryptomeria japonica e uma interessante floresta-relíquia de laurissilva.

### Estrutura urbana

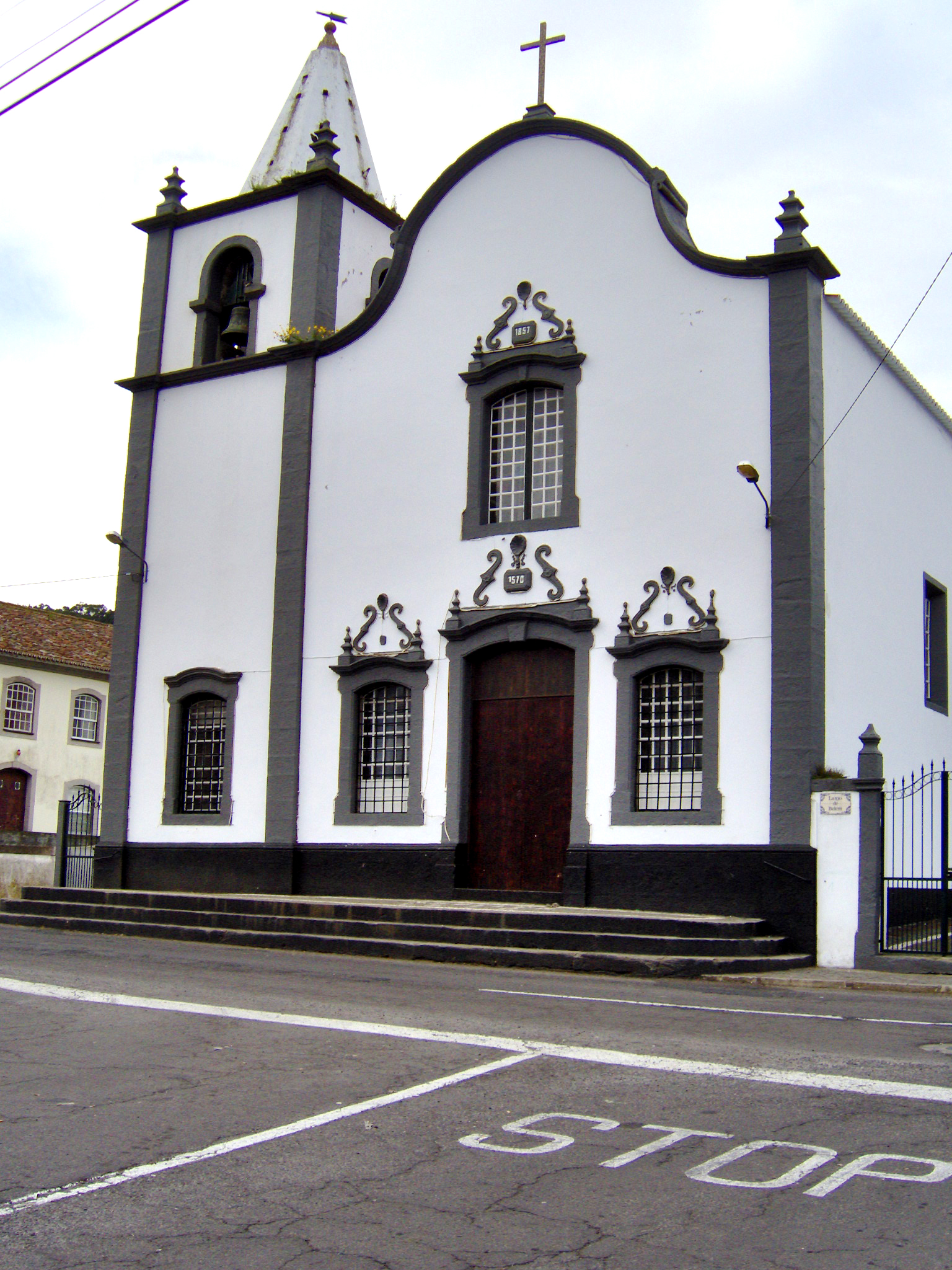
Igreja paroquial de Nossa Senhora de Belém da Terra Chã

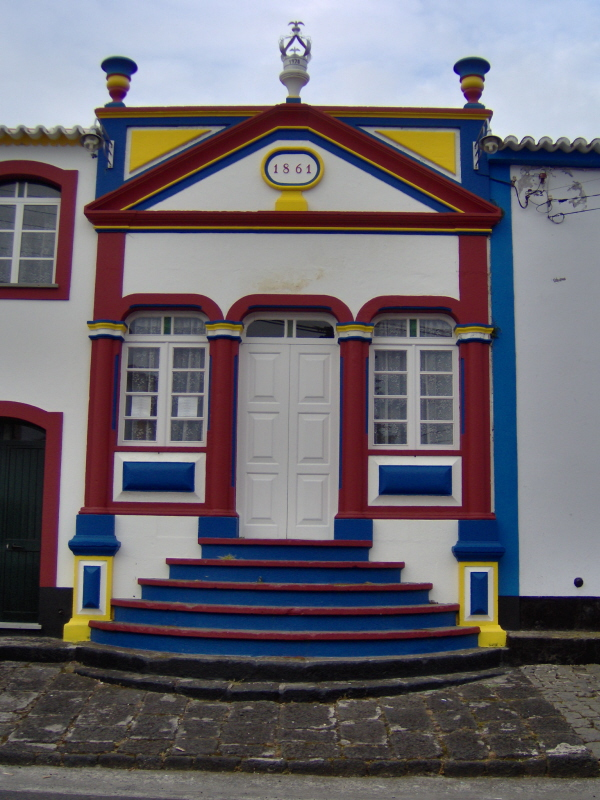
Império do Espírito Santo do Terreiro

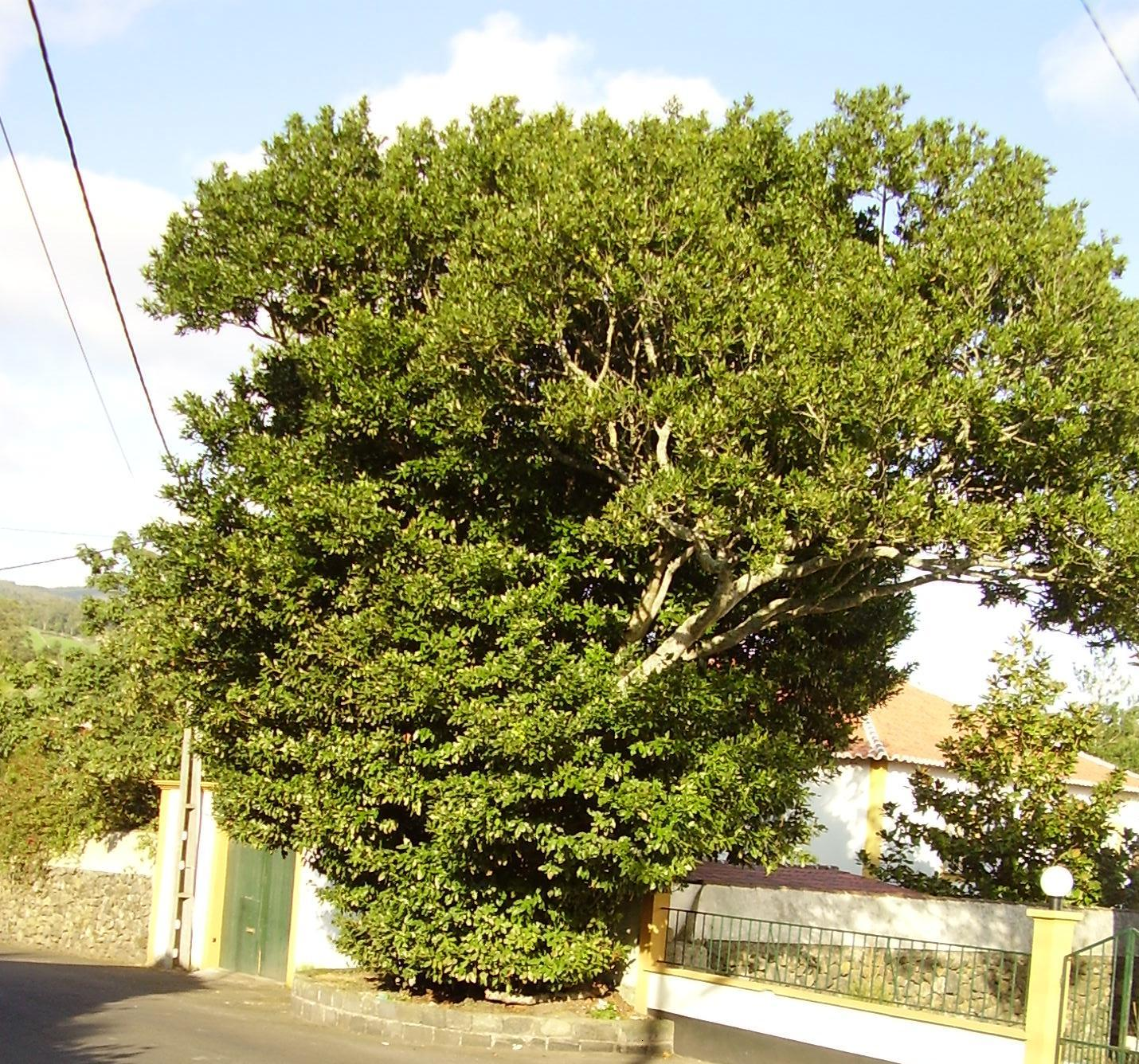
Árvore (um til), classificada como de interesse público desde 1966, existente na Canada de Belém

A estrutura urbana da freguesia da Terra Chã segue um padrão misto, com uma estrutura linear, típica das zonas rurais terceirenses, antiga e relativamente estabilizada em torno do antigo caminho que subindo dos Portões de São Pedro de Angra pela Boa Hora ligava a cidade às Doze Ribeiras e demais povoados do sudoeste e oeste da ilha (o antigo Caminho de Cima, hoje a EM 501), à qual se sobrepôs uma malha urbana relativamente nucleada, constituída por zonas habitacionais recentes (na sua maioria posteriores ao terramoto de 1980) e já de carácter marcadamente suburbano. Dessa estrutura resultam os seguintes núcleos:
- Boa Hora — um povoado sito na bifurcação do caminho que vindo de Angra se divide no Caminho para Belém, que se dirige para oeste em direção às Doze Ribeiras, e na estrada que se dirige pelo Pedregal para norte em direção ao Posto Santo, às Veredas e por aí ao centro e norte da ilha. É um núcleo antigo e estabilizado, incluindo alguns imóveis assolarados, em tempos quintas de importantes famílias da burguesia angrense. Tem império do Divino Espírito Santo próprio, com as suas festas e vida comunitária autónoma;
- Belém — o núcleo mais antigo e central da freguesia, desenvolvendo-se linearmente ao longo do antigo Caminho de Cima (Estrada Municipal 501), nele se incluindo o eixo Caminho para Belém/Largo da Igreja/Caminho de Belém/Terreiro/Dois Caminhos. Este núcleo corresponde ao centro da freguesia, incluindo a Igreja paroquial de Nossa Senhora de Belém, o Império do Espírito Santo do Terreiro e a sede das principais instituições da Terra Chã, incluindo, entre outras, a Junta de Freguesia, a Casa do Povo, a escola básica e jardim-de-infância, o Campus da Universidade dos Açores (antigo Hospital Militar) e a Sociedade Recreativa. Várias quintas assolaradas pontuam o aglomerado, dando-lhe um distinto carácter de periferia urbana;
- Bairro da Terra Chã — situado a sul da igreja paroquial e a oeste da Canada de Belém, incluindo no agregado a Canada de Belém e a Canada do Rolo, é uma estrutura habitacional que se desenvolveu a partir de um bairro social construído para residência dos desalojados do terramoto de 1 de Janeiro de 1980, que foi sendo progressivamente alargado e melhorado. É hoje o principal núcleo habitacional da freguesia, com império do Divino Espírito Santo e centro comunitário próprios, funcionando como dormitório da cidade de Angra do Heroísmo. A população, maioritariamente residentes recentes, mantém vida comunitária autónoma, pouco participando na vida da freguesia. A Canada de Belém é o núcleo mais antigo deste agregado, de desenvolvimento linear ao longo da estrada que liga a igreja paroquial ao Caminho do Meio e ao Caminho de Baixo, em São Mateus da Calheta, tendo império próprio desde 1959;
- Fonte Faneca — um núcleo de carácter linear, desenvolvido ao longo da estrada que a partir da bifurcação dos Dois Caminhos se dirige para o interior da ilha. É um aglomerado antigo e consolidado, embora tenha tido grande crescimento na última década, fruto da melhoria da acessibilidade a Angra;
- Ladeiras e Guerrilhas — um núcleo de carácter linear, no extremo oeste da freguesia, entre os Dois Caminhos e o limite da freguesia de São Bartolomeu dos Regatos. Para além do núcleo sito ao longo do Caminho de Cima, entre os Dois Caminhos e as Guerrilhas,[6] inclui a parte mais alta da Canada da Francesa, onde uma urbanização recente dá um carácter suburbano à zona. Corresponde à parte mais alta da freguesia, envolta em matas de eucalipto e incenso, que era tradicionalmente habitada por lenhadores e pastores de gado bravo.

A Terra Chã é rica em quintas assolaradas, tendo sido lugar de residência e de veraneio de parte importante da burguesia e da aristocracia de Angra do Heroísmo. As quintas dos grandes proprietários eram constituídas por uma habitação, grandes pátios jardins bem cuidados, hortas, pomares, vinhas, campos de pastagem e chafarizes. Para cuidar das quintas existiam os quinteiros, que tinham a sua pequena casa na quinta onde trabalhavam.
Exemplo destes imóveis são o Solar dos Corvelos, a Quinta de Nossa Senhora do Rosário, a Quinta da Boa Hora, a Quinta das Casas (ou Quinta de Santa Luzia), a Quinta dos Simões, a Quinta dos Prazeres, a Quinta de Nossa Senhora da Guia e a Quinta Viana. Existiram ainda outras quintas, entre as quais a da Canada do Fisher (no Pedregal), a Quinta do Loura (agora Quinta do Boi Negro) e da Árvore Grande (na Canada de Belém).
É igualmente nesta freguesia que se localiza a A.C.M. — Associação Cristã da Mocidade da Ilha Terceira, Instituição de solidariedade social fundada a 14 de Novembro de 1980, com sede na Canada dos Folhadais, área rural da freguesia da Terra Chã.

## Demografia
A população registada nos censos foi:
| Distribuição da População por Grupos Etários | Distribuição da População por Grupos Etários | Distribuição da População por Grupos Etários | Distribuição da População por Grupos Etários | Distribuição da População por Grupos Etários |
| -------------------------------------------- | -------------------------------------------- | -------------------------------------------- | -------------------------------------------- | -------------------------------------------- |
| Ano                                          | 0-14 Anos                                    | 15-24 Anos                                   | 25-64 Anos                                   | > 65 Anos                                    |
| 2001                                         | 720                                          | 471                                          | 1348                                         | 244                                          |
| 2011                                         | 595                                          | 453                                          | 1625                                         | 242                                          |
| 2021                                         | 395                                          | 371                                          | 1748                                         | 374                                          |

A evolução demográfica da freguesia da Terra Chã, como aliás foi a norma na generalidade dos povoados da ilha Terceira, foi marcada pela emigração, primeiro para o Brasil, depois para os Estados Unidos e finalmente para o Canadá, e pelas consequências do terramoto de 1 de Janeiro de 1980, que causou grandes danos na localidade e desencadeou a concentração da população no bairro de realojamento então criado na Canada de Belém, próximo do centro da freguesia. A influência demográfica do Bairro Social da Terra Chã, a estrutura urbana que resultou daquele realojamento, é bem visível a partir do censo de 1991, quando a população da freguesia quase duplica.

## Economia
Próxima da cidade e situada numa zona de terrenos pobres, na sua maioria de biscoito, a economia da Terra Chã, sempre assentou em três vetores, os quais se foram alternando em predominância ao longo dos tempos:
- O cultivo das terras e a atividade florestal, primeiro com o fornecimento de lenhas e madeiras à cidade, depois com a cultura da vinha e com os pomares;
- O pastoreio do gado bravo nos terrenos de maior altitude do interior de ilha e a prestação de serviços nas touradas;
- Os serviços, primeiro como quinteiros e criadagem das famílias da aristocracia e burguesia angrenses, nas suas quintas na freguesia e nas suas residências citadinas, atividades que nas últimas décadas, de forma crescente, foram substituídas pelo emprego no setor terciário da economia, fazendo da freguesia um dos principais dormitórios da cidade de Angra.

O fornecimento de lenhas e madeiras, a partir das matas da freguesia e dos matos das encostas da Serra de Santa Bárbara, foi uma importante atividade económica na freguesia até ao último quartel do século XX, fazendo da Terra Chã a principal comunidade de lenhadores da ilha. O fabrico e fornecimento de achas e a serração de madeiras, com algumas serrarias a atingirem apreciável dimensão, ocupou parte importante da população da freguesia.
As condições do solo, que não permitia lavoura fácil, levou à instalação de vinhedos na parte mais baixa da freguesia e de pomares nas áreas intermédias. Apesar da zona ser húmida, e por isso não totalmente adequada à produção vinícola, ainda assim a vinha teve grande implantação na zona mais baixa, entre a Canada do Rolo e a Boa Hora, com relevo para as quintas da Canada e do Caminho de Belém. Essa presença de vinhedos, patente nos relatos históricos, explica a estrutura fundiária existente, com predomínio de pequenos campos murados, e a existência de loja nas quintas, espaços que funcionavam como adegas.
O declínio da cultura da vinha ocorreu nas primeiras décadas do século XIX, em parte devido aos problemas fitossanitários, com relevo para o oídio, mas também ao aparecimento do lucrativo negócio da exportação de laranja para o Reino Unido. Boa parte dos vinhedos, para não dizer a sua quase totalidade, foi transformada em quintas de produção de laranja. Essa transformação, e a consequente prosperidade, está na origem da construção das opulentas casas assolaradas das atuais quintas. Para além da laranja, os pomares da Terra Chã abasteciam de fruta variada a cidade de Angra e os navios que demandavam o seu porto.
A perda de competitividade da laranja produzida nos Açores, e o concomitante aparecimento de novas doenças das laranjeiras, levou ao fim do negócio das laranjas, revertendo as quintas para outras fruteiras, novamente para vinha, agora de vinho-de-cheiro, ou para mata. Por meados do século XIX o negócio da laranja já tinha desaparecido quase por completo. Surgiu então, ou talvez tenha ressurgido, pois poderá ser muito antiga, a produção de castanhas, com o plantio de extensas matas de castanheiros, com destaque para a castanha-viana, que se transformou num produto emblemático da freguesia, persistindo até hoje.
A outra importante área de atividade da Terra Chã, que mereceu à freguesia o sobriquete de terra dos pastores, foi a criação de gado-bravo. Nas zonas mais altas da freguesia, acima do Charcão e nas imediações do Pico da Bagacina, desenvolveu-se um lucrativo negócio de ganadaria, pertencente a algumas famílias terratenentes angrenses, que teve como pastores, isto é como trabalhadores e como manobradores da corrida nas toiradas-à-corda, homens contratados na Terra Chã. Alguns deles atingiram grande notoriedade no panorama taurino terceirense.
O negócio dos touros ganhou grande ímpeto nas primeiras décadas do século XX, principalmente com a importância que a família Corvelo, com sede no Solar dos Corvelos, conquistou na criação de gado bravo para as toiradas à corda.
Após um período de intensa emigração para os Estados Unidos e Canadá, que atingiu o auge na década de 1960, o terramoto de 1 de Janeiro de 1980 veio alterar profundamente a situação sócio-económica da freguesia, destruindo quase por completo o tecido social preexistente. A instalação do Bairro da Terra Chã, em terrenos que tinham sido adquiridos para a instalação da Universidade dos Açores, como principal estrutura de realojamento de famílias que perderam as suas habitações devido àquele terramoto, quase fez duplicar a população residente na freguesia. Como consequência, a localidade assumiu um carácter de dormitório suburbano, com a maioria da sua populações empregada no setor dos serviços e na construção civil.
Hoje a economia da Terra Chã é dominada de forma esmagadora pelo trabalho assalariado na zona urbana de Angra do Heroísmo, estando em rápido desaparecimentos os últimos traços de ruralidade que ainda subsistem.

## História

### Povoamento
A geologia da região onde se situa a freguesia da Terra Chã cria condições para a rápida infiltração das águas, não permitindo a existência de nascentes ou de cursos de água perenes. Assim, a colonização daquela região, à semelhança do que aconteceu nas zonas vizinhas do sudoeste da Terceira, foi lenta e, no caso, dependente da construção de cisternas que permitissem o abastecimento de água. Assim, são escassas as menções à localidade durante a primeira centúria de colonização da ilha.
Com toda a probabilidade a zona da atual freguesia da Terra Chã, com os seus solos pobres de biscoito, foi inicialmente usada como fonte de lenha para a cidade, percorrida por lenhadores, mas sem habitantes permanentes. Com o tempo foram sendo instaladas vinhas e pomares, e construídas cisternas, o que permitiu a fixação dos primeiros habitantes. O topónimo Charcão parece indiciar que nas encostas acima do lugar existiram algumas zonas húmidas, provavelmente as primeiras e únicas origens de águas nativas no lugar.
No tombo de Pero Anes do Canto, que possuía terras naquela zona da ilha, e que cobre o período que vai de 1482 a 1515, é feita referência à Terra Chã da Silveira, uma larga zona que se estendia pelo litoral desde o Pombal, na atual freguesia de São Mateus da Calheta, até ao lugar da Silveira na periferia de Angra, e para o interior até ao sopé do Charcão.
A partir de 1572 o lugar passou  a integrar a paróquia de São Pedro de Angra, criada naquele ano por desmembramento da paróquia da Sé. Correspondia à parte rural daquela freguesia urbana, prolongando-se para noroeste em direção ao planalto central da ilha.

### Elevação a curato
Apenas em 1674, quando já estava no essencial estruturado o povoamento da ilha, a Terra Chã foi elevada a curato da paróquia de São Pedro de Angra, com sede na Ermida de Nossa Senhora de Belém, em cujo local hoje se encontra a igreja paroquial da mesma invocação.
A primitiva ermida fora construída quase um século antes por Sebastião Álvares, abastado negociante angrense e sua consorte Grácia Fernandes, em resultado de promessa votiva que formularam à Virgem de Belém em momento de aflição: conta-se que durante a permanência na Terceira das tropas francesas do Comendador de Chaste em apoio a D. António I de Portugal ocorreram graves delitos contra a população civil, entre os quais o assalto perpetrado um grupo de soldados franceses armados que tentaram saquear, entre outras, a casa onde vivia Sebastião Álvares, já ancião, com sua mulher, um filho, duas filhas donzelas e três escravos. Lançaram-se os soldados contra portas e janelas tentando arrombá-las e ameaçando os seus ocupantes de incendiarem a casa se não a abrissem. Enchendo-se de coragem o filho de Sebastião Álvares subiu então ao telhado da casa e atirou sobre os salteadores uma panela de pólvora inflamada, fazendo recuar os assaltantes, ferindo uns e matando outros. Por a família ter escapado incólume, Sebastião Alvares construiu então uma ermida no local onde hoje está implantada a igreja da Terra Chã.

### Elevação a freguesia
Apesar da população ser pequena, a ermida era diminuta, não permitindo a desejada dignidade no serviço divino. Por essa razão, fez-se sentir a necessidade de um templo mais espaçoso, o que levou o morgado João Moniz Corte Real, descendente dos fundadores da ermida primitiva, a ceder o terreno circundante e a apoiar o lançamento da obra de construção de uma nova igreja no local. O surgimento da guerra civil entre liberais e miguelistas, na qual o morgado teve papel preponderante na Terceira, adiou o processo e só a 21 de Novembro de 1846, já depois da guerra, foi lançada a primeira pedra. Devido ao ritmo moroso em que os trabalhos decorreram por falta de fundos, apenas em 1857 foi aberta ao culto.

### Guerra civil
Sendo a Terra Chã uma zona densamente florestada, com uma rede labiríntica de carreiros entre os abrigos dos pomares, e para mais local de residência do influente líder miguelista morgado João Moniz Corte Real, logo após o golpe que colocou os liberais no poder na cidade de Angra, a localidade transformou-se no lugar de refúgio dos miguelista, que ali instalaram o centro da sua resistência ao novo poder.
A resistência assumiu a forma de uma luta de guerrilha contra as forças liberais que deixou marcas que ainda se refletem na toponímia atual da freguesia: o Lugar das Casas Queimadas e o Lugar das Guerrilhas.
O topónimo Casas Queimadas provém do incêndio de uma casa de moradia situada numa quinta no Caminho dos Regatos, então pertencente a André Machado Lemos, que ali vivia com a sua família. Em 1828, um emissário liberal que se dirigia às Doze Ribeiras foi atacado por um grupo de guerrilheiros que se apoderou da mensagem que levava, vindo a refugiar-se na casa de André Lemos. Sabendo do acontecimento os liberais incendiaram aquela casa com todo o recheio e os próprios ocupantes. Mas num rebate de consciência acabaram por salvar a família Machado Lemos. A sua casa ficou então conhecida por "Casa Queimada", e daí o nome ao lugar.
O segundo topónimo, Guerrilhas, lembra as guerrilhas que existiram na ilha Terceira, com centro na Terra Chã, durante a guerra civil. Ficaram célebres dois guerrilheiros naturais da Terra Chã, o Boi Negro e o Rasgado, sendo numerosos os relatos de ataques que tiveram origem naquela freguesia, a ponto de Francisco Lourenço Valadão Júnior ter chamado à Terra Chã o alfobre de guerrilhas.

### Hospital Militar da Terra Chã
A 6 de Outubro de 1943 começou a funcionar o Hospital Militar da Terra Chã, estrutura construída frente à igreja paroquial, destinada a apoiar os militares do Corpo Expedicionário português então estacionados na ilha Terceira e os militares ingleses que então ali desembarcaram. Esse apoio foi estendido aos militares norte-americanos enquanto não dispuseram de instalações sanitárias próprias na Base das Lajes.
Em 1946, com a partida da Força Expedicionária portuguesa e das forças britânicas estacionadas nas Lajes, estas substituídas pelas forças norte-americanas ainda hoje presentes na Base das Lajes, o Hospital Militar da Terra Chã foi transferido para a tutela da Base Aérea n.º 4, recebendo a 9 de Setembro de 1946 a designação de Hospital Militar da BA4 (Terra-Chã), nome que manteve até 13 de Agosto de 1972, quando por força do Decreto-Lei n.º 296/72, de 14 de Agosto, que reorganizou o Serviço de Saúde da Força Aérea Portuguesa e determinou várias outras providências respeitantes àquele ramo das forças armadas, passou a designar‑se por Núcleo Hospitalar Especializado da Força Aérea n.º 2 (NHEFA2).
Foi único hospital da Força Aérea Portuguesa no período de 1946 até 1975, ano em que foi extinto pelo Decreto-Lei n.º 525/75, de 25 de Setembro, e desativado na sequência da concentração dos serviços de saúde da Força Aérea Portuguesa no Lumiar, Lisboa, onde subsequentemente deram origem ao Hospital da Força Aérea. A partir de meados da década de 1960 o Hospital da Terra-Chã foi utilizado para os militares feridos evacuados dos teatros de operações da Guerra Colonial Portuguesa em África. Passaram pela instituição largas centenas de militares, cuja presença na Terra Chã foi importante na alteração da estrutura social da freguesia.
Pelo seu quadro passaram médicos ilustres que colaboraram também no Hospital de Angra. Entre esses médicos destacou-se o médico militar Dr. Viriato Garrett, chegado à Terceira em 1941 como alferes miliciano do Exército Português, trabalhou quase em permanência no Hospital desde a sua fundação. A sua atividade como cirurgião foi particularmente intensa a partir de 1957, ano em que ingressou no quadro permanente da FAP, foi promovido a capitão-médico e colocado na BA4, onde permaneceu até ao encerramento da estrutura, da qual foi diretor a partir de 1966.
Após o fim da atividade hospitalar, o edifício do Hospital Militar serviu de abrigo para refugiados provenientes das colónias portuguesas em África (os retornados), sendo em 1976 entregue ao então recém-fundado Instituto Universitário dos Açores, que ali instalou o seu Departamento de Ciências Agrárias. Com a transformação do Instituto em Universidade dos Açores, o imóvel passou a albergar o Campus de Angra do Heroísmo daquela instituição, situação que se mantém na atualidade, pese embora a mudança progressiva da atividade universitária para o novo campus do Pico da Urze a partir de 2004. O imóvel parece destinado a ser transformado em parque tecnológico associado à Universidade.

### Cronologia
- 1825 — 6 de Setembro — Elevação da localidade da Terra chã a freguesia por alvará do rei D. João VI.
- 1835 — 26 de Novembro — É delimitada e são instalados os órgãos autárquicos da freguesia da Terra Chã criada a 6 de Setembro de 1825 por alvará do rei D. João VI de Portugal.
- 1846 — 21 de Novembro — Lançamento da primeira pedra da Igreja Paroquial de Nossa Senhora de Belém. Este templo foi concluído em 1857.
- 1857 — Conclusão, benzedura e abertura ao público da Igreja Paroquial de Nossa Senhora de Belém (Terra Chã), cujas obras se tinham iniciado em 1846.
- 1861 — Fundação do Império do Espírito Santo da Terra Chã (Largo).
- 1864 — É feito o primeiro recenseamento populacional pelos modernos critérios demográficos à população da freguesia da Terra Chã, que na altura contava 1 391 habitantes.
- 1943 — 6 de Outubro — É construído contexto da Segunda Guerra Mundial o Hospital Militar da Terra Chã destinado a apoiar os militares do Corpo Expedicionário português então estacionados na ilha Terceira e os militares ingleses que então ali desembarcaram. Esse apoio foi estendido aos militares norte-americanos enquanto não dispuseram de instalações sanitárias próprias na Base das Lajes.
- 1958 — Fundação do Império do Espírito Santo da Boa Hora, Terra Chã.
- 1980 — 14 de Novembro]] - Fundação da A.C.M. — Associação Cristã da Mocidade da Ilha Terceira, Instituição de solidariedade social, com sede na Canada dos Folhadais, área rural da freguesia da Terra Chã.[8]
- 1993 — Fundação do Império do Espírito Santo do Bairro da Terra Chã.

## Bens classificados como património cultural
Nos termos do Decreto Legislativo Regional n.º 29/2004/A, de 24 de Agosto, que estabelece o regime jurídico relativo à inventariação, classificação, proteção e valorização dos bens culturais móveis e imóveis, incluindo os jardins históricos, os exemplares arbóreos notáveis e as instalações tecnológicas e industriais, estão incluídos na lista do património classificado dos Açores os seguintes bens:
- Exemplar de til (Ocotea foetens (Aiton) Benth. et Hook. f.), situada frente a Canada de Belém n.º 62, árvore classificada como de interesse municipal por despacho publicado no Diário do Governo n.º 155, II Série, de 6 de Julho de 1966, conjugado com a alínea a) do artigo 59.º do Decreto Legislativo Regional n.º 29/2004/A, de 24 de Agosto.
- Casa dos Corvelos, Caminho para Belém, n.º 18-20, exemplar de arquitetura civil destinada a habitação, classificado como imóvel de interesse municipal pela Resolução n.º 38/2002, de 14 de Fevereiro.

## Património construído
- Miradouro das Veredas
- Império do Espírito Santo da Terra Chã
- Império do Espírito Santo da Boa Hora
- Império do Espírito Santo do Bairro da Terra Chã
- Igreja Paroquial de Nossa Senhora de Belém
- Ermida de Nossa Senhora da Boa Hora (Terra Chã) do século XVII
- Ermida da Conceição (Terra Chã) do século XIX
- Ermida de Nossa Senhora do Rosário (Terra Chã) do século XVIII